# NGC 5657
NGC 5657 في الفهرس العام الجديد، هي مجرة، تقع في كوكبة العواء. اكتشفت في 14 مايو 1866 بواسطة إدوارد ستيفان.

## روابط خارجية
- NGC 5657 على موقع ويكي سكاي: DSS2, SDSS, GALEX, IRAS, Hydrogen α, X-Ray, Astrophoto, Sky Map, Articles and images